# Willy-Brandt-Gesamtschule München
Die ursprünglich als Integrierte Gesamtschule München-Nord gegründete Städtische Willy-Brandt-Gesamtschule München (WBG) im Münchener Stadtteil Harthof ist neben der Staatlichen Gesamtschule Hollfeld in Oberfranken eine der beiden letzten Gesamtschulen im Bundesland Bayern. Vergleichbar ist ansonsten noch die schulunabhängige Orientierungsstufe München-Neuperlach. Die Schule ist im Bayerischen Erziehungs- und Unterrichtsgesetz als „Schule besonderer Art“ verankert. Die Willy-Brandt-Gesamtschule München nimmt am UNESCO-Schulprojekt teil und ist seit dem 13. November 2009 „Anerkannte UNESCO-Projektschule“.
Bis 2025 wird das Schulgebäude der Willy-Brandt-Gesamtschule neu gebaut, während die Schule in das Ausweichquartier in der Paul-Hindemith-Allee 7 in Freimann ausgelagert ist.

## Geschichte

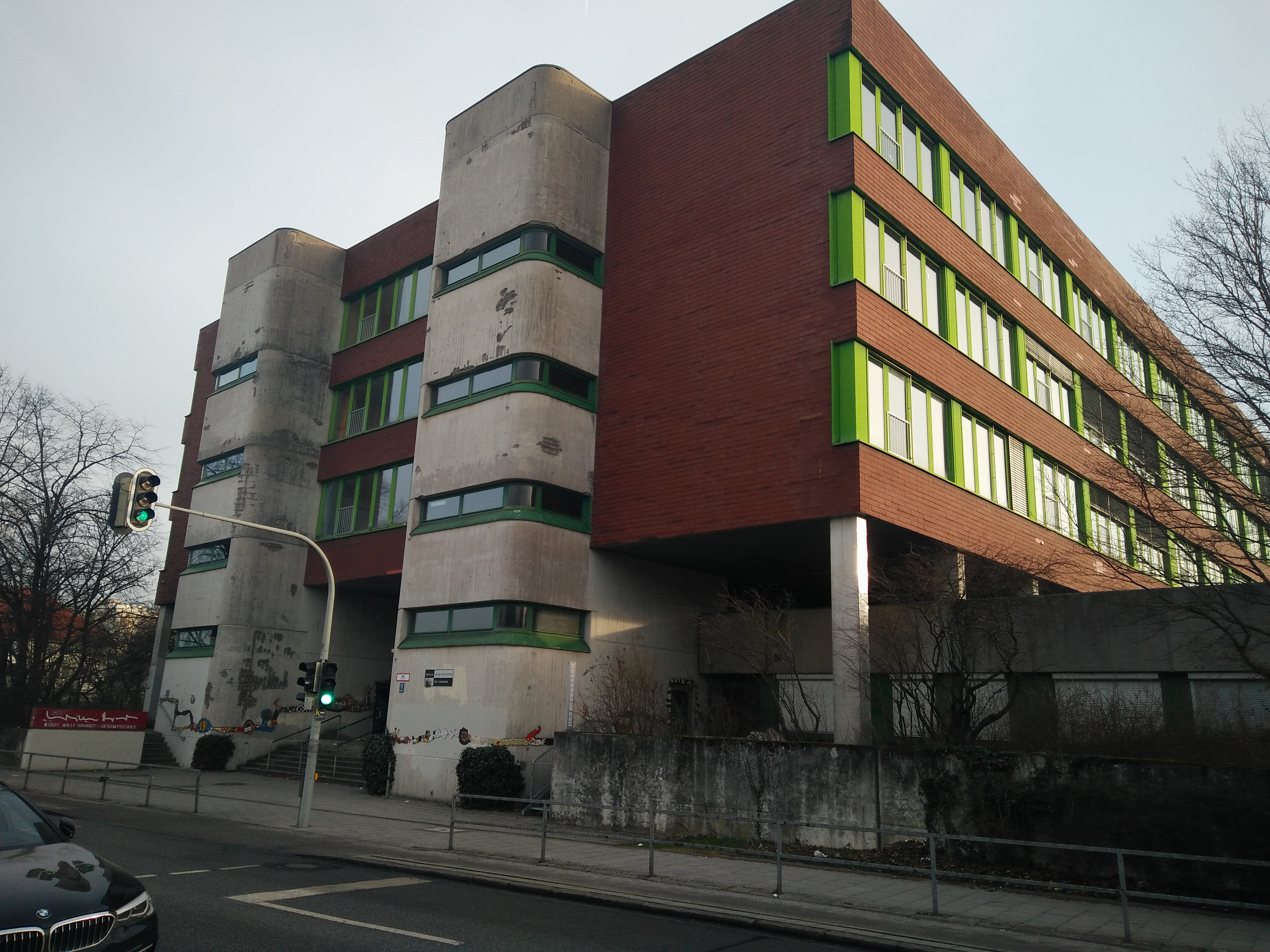
Schulgebäude in der Freudstraße 2020

Nachdem am 23. Juli 1969 der Schulausschuss und im Februar 1970 der Stadtrat dem Antrag der Stadtratsfraktion der SPD auf Errichtung einer integrierten Gesamtschule in München zugestimmt hatten, billigte letzterer am 11. März 1970 das Planungskonzept für den Schulversuch. Im März 1970 wurde die Errichtung des Schulversuchs durch das Bayerische Staatsministerium für Unterricht und Kultus genehmigt, sodass zu Beginn des Schuljahres am 10. September 1970 die Integrierte Gesamtschule München-Nord mit der Ausbildung der 5. Klassen im Schulgebäude der Hauptschule an der Hugo-Wolf-Straße den Lehrbetrieb aufnehmen konnte. Das mit 36 Millionen D-Mark veranschlagte Schulgebäude an der Freudstraße wurde 1973 zunächst im Obergeschoss und 1974 endgültig bezogen. Am 1. Januar 1975 wurde die Schwimmhalle fertiggestellt.
Die ersten Schüler mit erworbener Oberstufenreife traten 1976 in die 11. Jahrgangsstufe der gymnasialen Oberstufe ein, die am Willi-Graf-Gymnasium als Zweigstelle im Haus der Gesamtschule eingerichtet wurde. Im Fach Deutsch wurde in den 7. und 8. Klassen in zwei Kursniveaus unterrichtet, im Fach Englisch seit 1978 im 7. Jahrgang ebenfalls. Nach der Rahmenvereinbarung der Kultusministerkonferenz für gegenseitige Anerkennung von Abschlüssen an integrierten Gesamtschulen im Mai 1982 musste seit 1983 in der 7. und 8. Jahrgangsstufe in den leistungsdifferenzierten Fächern in drei Niveaus unterrichtet werden.
Zwischen 1984 und 1986 wurde der Sprengel der umliegenden Grundschulen erweitert. Nachdem im April 1992 das bayerische Kultusministerium die Versuchsphase für abgeschlossen erklärte, bekam die Schule den heutigen Namen, benannt nach dem ehemaligen deutschen Bundeskanzler Willy Brandt. 1994 wurde die Schule als „Schule besonderer Art“ im Bayerischen Erziehungs- und Unterrichtsgesetz verankert.
Im Zuge der Modernisierung der Schulen in München, hat die Stadt evaluieren lassen, ob die Willy-Brandt-Gesamtschule modernisiert wird oder einem Neubau weichen muss. An der Freudstraße 15 entstand ein Schulneubau. Diesen teilt sich die Willy-Brandt-Gesamtschule ab dem Schuljahr 2025/26 mit der Fachoberschule FOS Nord, die im September 2024 bereits eingezogen ist teilen.
Das alte Schulgebäude der Willy-Brandt-Gesamtschule wurde am 9. November 2020 geschlossen. Für die Zeit bis zur Fertigstellung des Neubaus wurde der Schulbetrieb an der Willy-Brandt-Gesamtschule bis zum 31. August im Ausweichquartier in der Paul-Hindemith-Allee 7 durchgeführt. Das Schulgebäude wurde vollständig zurückgebaut und durch einen Neubau ersetzt, der zu Beginn des Schuljahres 2025/26 fertig sein wird.

## Besonderheiten

### Schulprofil
In den Jahrgangsstufen 5 bis 10 sind die drei herkömmlichen Schullaufbahnen Mittelschule, Realschule und Gymnasium vereinigt, wobei die Klassen 5 bis 7 der Orientierung dienen. Ab der 6. Jahrgangsstufe besuchen die Schülerinnen und Schüler in den Fächern Englisch und Mathematik nach Leistung differenzierte Kurse, wobei ein Auf- und Absteigen je nach Leistung möglich ist. Ab der 7. Klasse erfolgt in den Fächern Deutsch, Englisch und Mathematik eine Differenzierung in drei Leistungsstufen und die Schüler entscheiden sich zwischen der zweiten Fremdsprache Französisch und einer Kombination von praktischen und berufsbezogenen Fächern.
In der 8. Klasse werden die Schüler nach leistungsbezogener Wahl der Schullaufbahn in Kerngruppen zusammengefasst. Gleichzeitig erfolgt damit die endgültige Differenzierung und die Entscheidung über die Ausbildungsteilnahme am Mittelschul-, Realschul- oder Gymnasialzweig. Die gymnasiale Ausbildung ab der 11. Klasse erfolgt im Willi-Graf-Gymnasium.

### Infrastruktur
- schuleigene Schwimmhalle
- Schulcafé
- schuleigene Bibliothek
- eigene Schulküche und Mensa

### Projekte
- UNESCO-Projektschule
- Seit 1995 Schulpartnerschaft mit der 53. Spezialisierten Schule mit vertieftem Deutschunterricht in Kiew, Ukraine[4]
- April 1996 Paketaktion zur Unterstützung der Schüler der 53. Schule
- Von April 1997 bis 2014 jährlicher Schüleraustausch mit der 53. Schule
- 2000: Unter dem Motto Run Willy run! sammelten Schüler/-innen, Kollegium und Eltern Geldspenden für eine Schule in der Stadt Düzce im türkischen Erdbebengebiet,
- 2003: Weggehen – Ankommen
- seit 2003 Kooperation mit Sportvereinen
- 2005: Bio-Brotbox-Aktion[5]
- 2006: Bio-Brotbox-Aktion
- 2006: PUSH – Planung, Unterstützung, Selbstorganisation, Handlungsfähigkeit

### Schulangebote
- (Sportklassen), (Keyboardklassen) und Kunstklassen, Neigungskurse
- Ganztagsschule
- Chor, Band, Schulsanitätsdienst und Streitschlichterkurs

### Förderverein
Der 1996 gegründete Freundeskreis der Städt. Willy-Brandt-Gesamtschule fördert durch materielle und ideelle Unterstützung die Gesamtschule. Er vergibt unter anderem jährlich den Dietrich-Arlt-Preis für außergewöhnliches soziales Engagement an einzelne Schüler(innen) oder Schülergruppen.

### Elternbeirat
Die Schule hat einen auf zwei Jahre gewählten Elternbeirat mit 12 Mitgliedern. Die Elternvertretung wird ergänzt durch Klassenelternsprecher.

## Auszeichnungen
- Offizielles Projekt der UN-Weltdekade 2007/2008 – Bildung für nachhaltige Entwicklung für das Projekt Eine-Welt-AG